# تپه داشخانه باشتین
تپه داشخانه باشتین مربوط به هزاره اول پیش از میلاد است و در شهرستان داورزن، ۳۰۰ متری شمال روستای باشتین واقع شده و این اثر در تاریخ ۱۶ اسفند ۱۳۸۴ با شمارهٔ ثبت ۱۴۳۶۶ به‌عنوان یکی از آثار ملی ایران به ثبت رسیده‌است.